# Hot swapping

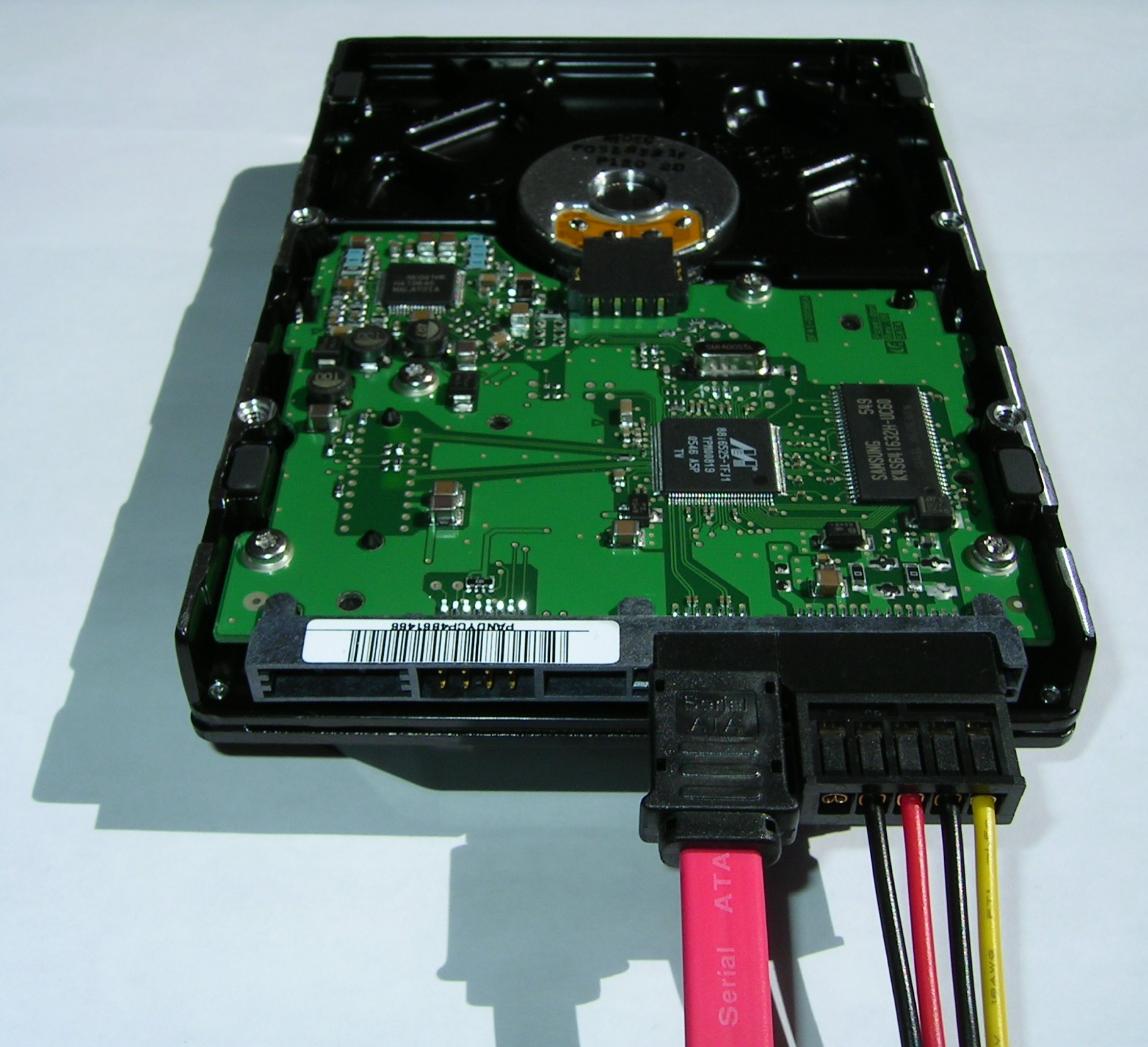
Een serial ATA harde schijf kan terwijl het systeem draait toegevoegd of verwijderd worden.

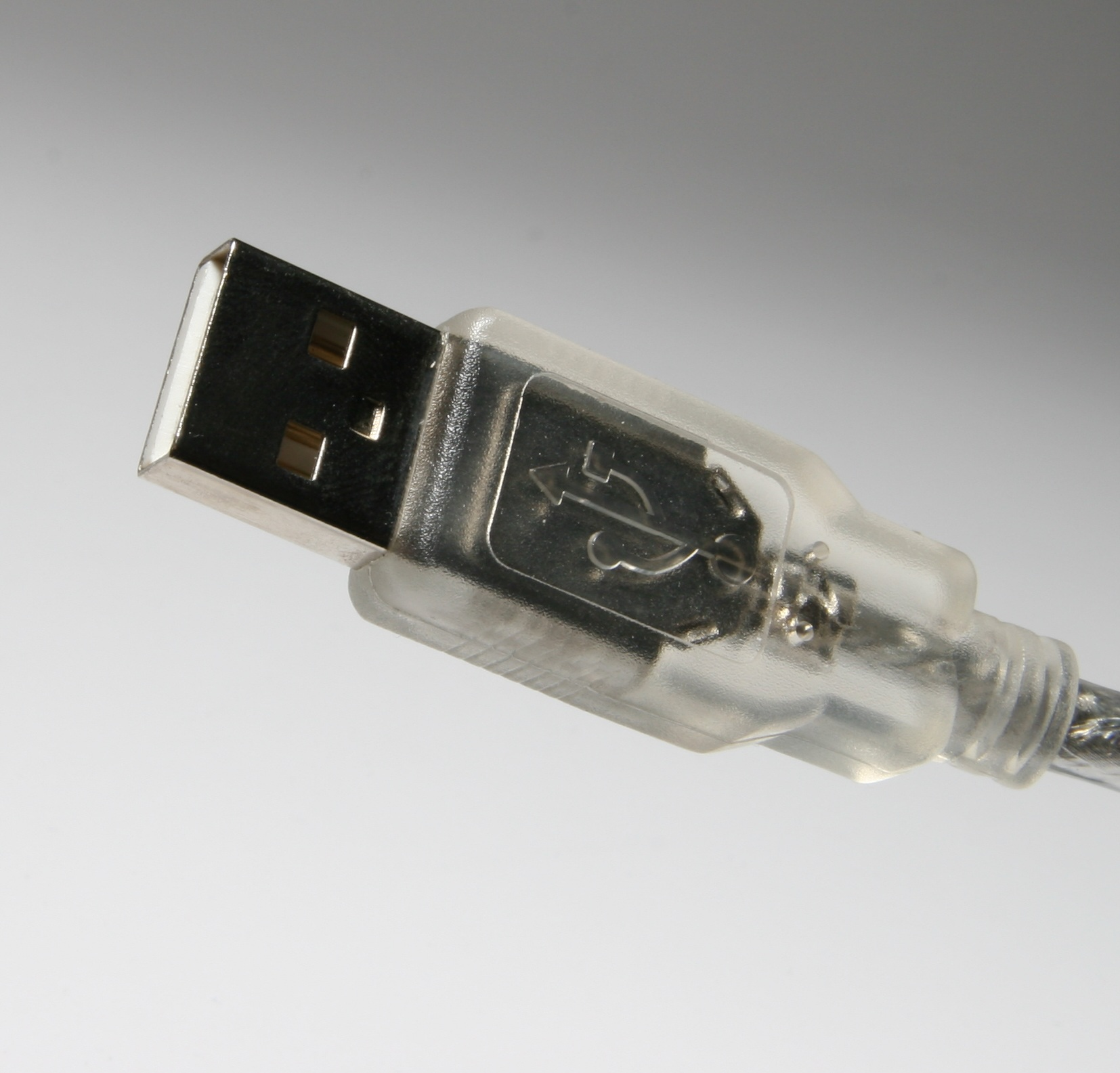
De Universal Serial Bus: het bekendste voorbeeld van een hot swappable standaard.

Hot swapping, ook wel hot-plugging genoemd, refereert aan het loskoppelen van computerapparatuur of -onderdelen terwijl het systeem in bedrijf is. Door hot swapping wordt het mogelijk om bijvoorbeeld Serial ATA harde schijven (in een RAID-configuratie) of externe apparatuur zoals digitale camera's toe te voegen of te verwijderen zonder dat het nodig is om het systeem uit te schakelen en later opnieuw in te schakelen. Hoewel hot swapping van bijvoorbeeld USB-apparaten als digitale camera's voor thuisgebruikers handig is, worden de voordelen van hot swapping pas echt duidelijk bij datacenters. Hier kan onderhoud aan servers, bijvoorbeeld in de vorm van vervanging van componenten, worden uitgevoerd zonder het systeem uit te schakelen, wat veel geld bespaart. Elke minuut down time kost (bijvoorbeeld) een webhostingprovider immers veel geld.
Een apparaat dat hot swapping ondersteunt, wordt ook wel hot swappable genoemd.